# Petr Kořínek
Petr Kořínek (* 2. listopadu 1966 Plzeň) je český hokejista.
Jako střední útočník je po většinu své sportovní kariéry spojen s hokejovou Plzní. Do nejvyšší soutěže nakoukl již v 18 letech, kdy za Škodu Plzeň sehrál několik prvních utkání. V roce 1987 narukoval na vojnu do Dukly Jihlava, ale většinu času strávil v záložním celku Dukly, ve VTJ Tábor. Za Jihlavu přitom nastoupil v lize jen ke dvěma utkáním. V létě 1989 se vrátil na západ Čech a stal se jedním z klíčových útočníků Plzně. V létě 1990 odjel do kempu celku NHL, Edmontonu Oilers. Do prvního mužstva se ale neprosadil a tak se vrátil do Plzně a řadu sezón byl i díky charakteristickým delším vlasům viditelnou postavou celku. Během plzeňského působení zažil slavné finále s Trenčínem v roce 1992 nebo bronzovou medaili v roce 2000, stejně jako poslední místo v roce 1993 nebo velké zklamání v sezóně 1996–1997, kdy Plzeň plná velkých jmen ani nepostoupila do play-off.
Plzeňské působení prokládal působením ve Skandinávii. V sezóně 1993–1994 působil ve finském celku Lukko Rauma, v letech 1994–1996 zase z KaIPa Kuopio. V sezóně 1997–1998 nejprve působil ve švédském Södertäjle, aby ročník dokončil ve finském Pori.
V ročníku 2000–2001 byl krátkodobě z Plzně vyměnen do Českých Budějovic za Václava Krále. K jeho výměně do Českých Budějovic došlo i další ročník, kdy za něj do Plzně putoval Kamil Brabenec. V roce 2002 zamířil do Zvolena, kde se stal jedním z nejproduktivnějších hráčů slovenské Extraligy. Pak si vyzkoušel německou DEL v dresu Freiburgu. I další roky strávil na Slovensku, tentokrát ve Skalici a v Martině. Ročník 2005–2006 sehrál v italském celku HC Egna a sezónu 2006–2007 v dresu Weidenu hrajícím německou Oberligu.
Byl velkým oblíbencem plzeňského publika. Proslul jako velký bouřlivák a výborný nahrávač. V naší Extralize sehrál 456 utkání a vstřelil 120 branek. Počátkem 90. let nakoukl i do reprezentačního mužstva Československa, později i Česka. V reprezentaci sehrál 12 utkání a vstřelil 3 branky.
Současnost
V současné době hraje Petr Kořínek Krajskou soutěž mužů v Plzni za tým SK Z BOR. V týmu je nepostradatelný tahoun.